# Osiedle Piątkowo

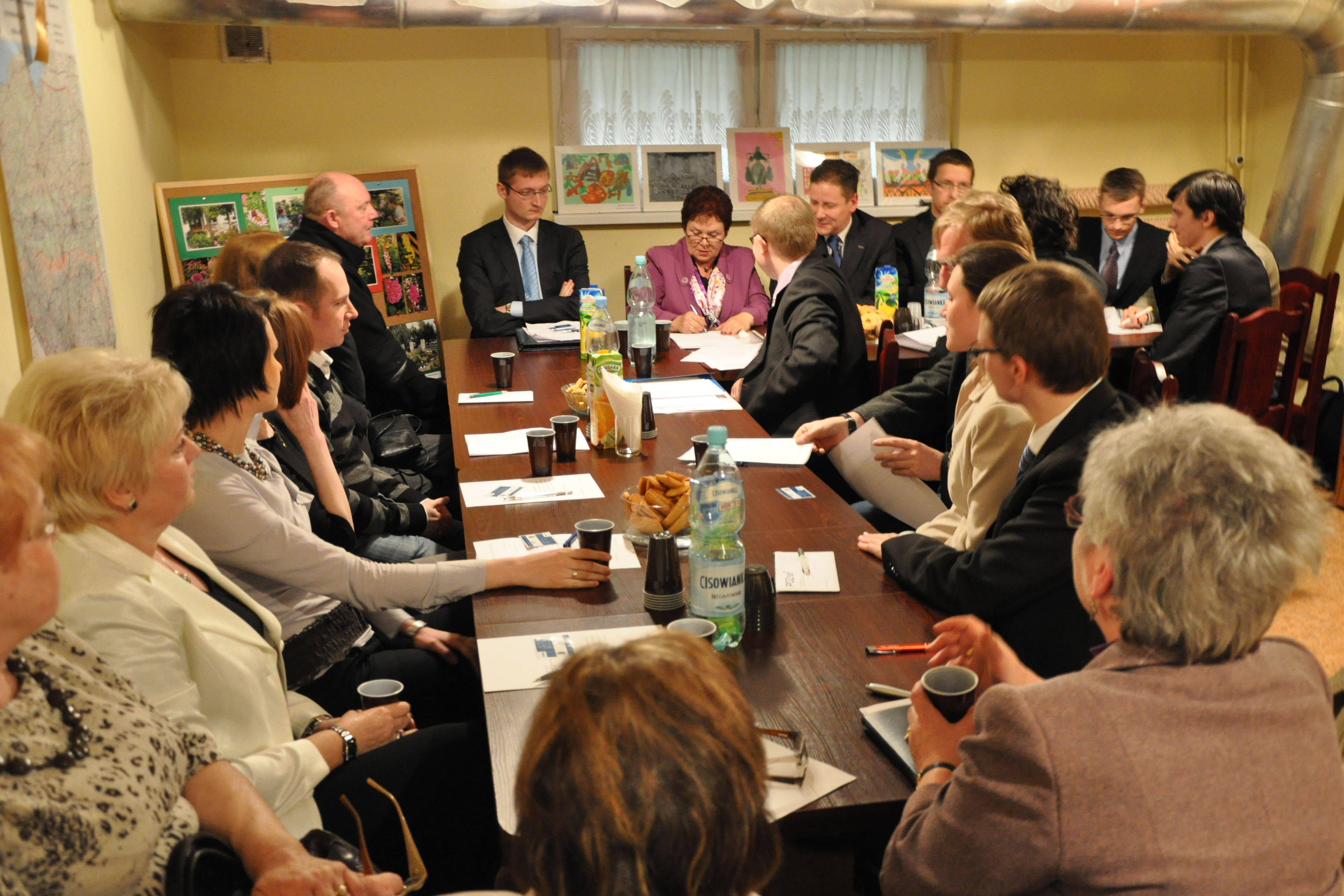
Sesja inauguracyjna Rady Osiedla Piątkowo (kwiecień 2011)

Osiedle Piątkowo – osiedle samorządowe Poznania (od 1 stycznia 2011 roku), obejmujące część Piątkowa.

## Granice administracyjne
Osiedle Piątkowo graniczy:
- z gminą Suchy Las (trasa linii kolejowej nr 395)
- z Osiedlem Morasko-Radojewo (trasa linii kolejowej nr 395)
- z Osiedlem Piątkowo Północ (ulica Teofila Mateckiego, ulica Karola Szymanowskiego)
- z Osiedlem Naramowice (ulica Umultowska)
- z Osiedlem Nowe Winogrady Północ (ulica Lechicka)
- z Osiedlem Winiary (ulica Lechicka)
- z Osiedlem Podolany (ulica Obornicka)

## Ważniejsze miejsca
- Fort Va Twierdzy Poznań
- Pomnik 600-lecia bitwy pod Grunwaldem
- Cmentarz parafii św. Stanisława Kostki
- Stacja linii radiowych Piątkowo (Wieże RTV)

## Siedziba Rady Osiedla
Adres rady osiedla
XV Liceum Ogólnokształcące, os. Bolesława Chrobrego 107.

## Komunikacja
Osiedle obsługują autobusy MPK Poznań linii 146, 169, 185, 188, 190 i 193 oraz linie nocne 215 i 225.